# Ouro Branco (Alagoas)
Ouro Branco is een gemeente in de Braziliaanse deelstaat Alagoas. De gemeente telt 11.504 inwoners (schatting 2009).